# Pendule de Kater

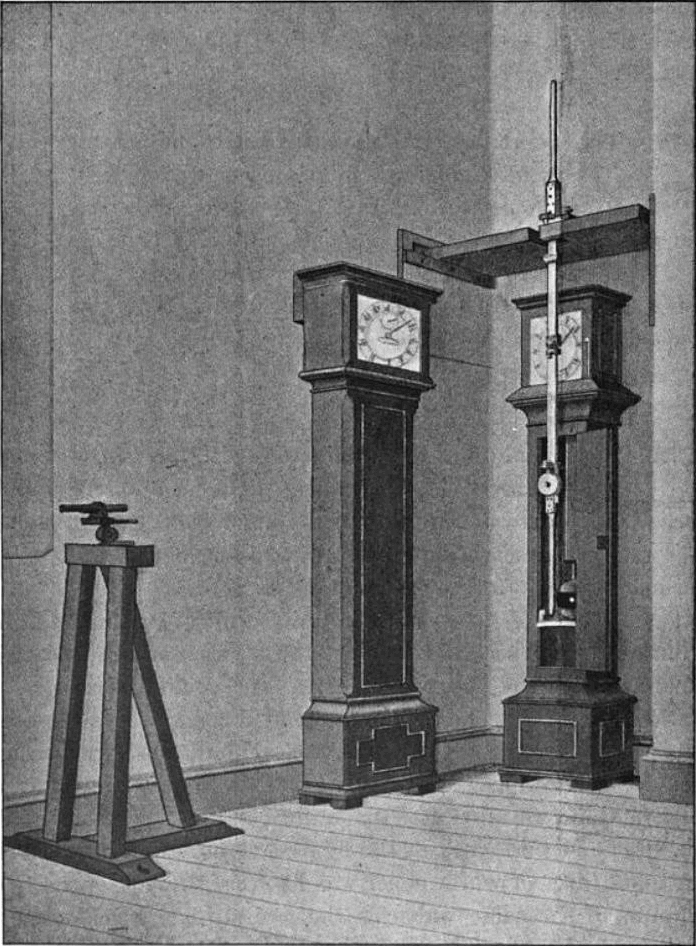
Le pendule original de Kater, montrant son utilisation, d'après l'article original de 1818. La période d’oscillation du pendule était mesurée en la comparant à celle de la pendule de précision (au second plan). On utilisait une mire de visée (à gauche) pour éviter l’erreur de parallaxe.

Le pendule de Kater est un pendule réversible dont l'idée première revient à l'astronome, mathématicien et physicien wurtembergeois Johann Gottlieb Friedrich von Bohnenberger et que le physicien et officier britannique Henry Kater proposa d'utiliser comme gravimètre en 1817,. Il donne la valeur de g (l’accélération de la pesanteur sur la Terre) avec une précision de l’ordre de 10−5 m/s2 et pendant un siècle a joué un grand rôle en gravimétrie et géodésie. Contrairement aux instruments utilisés antérieurement pour mesurer la valeur locale de l’accélération de la pesanteur, on n'avait pas besoin de connaître le centre de gravité ni le centre d'oscillation de ce pendule, d'où sa plus grande précision. Pendant près d'un siècle (c'est-à-dire jusque dans les années 1930), le pendule de Kater et ses améliorations successives demeurèrent la méthode standard de détermination du champ de gravité terrestre pour la reconnaissance géodésique. Depuis, on ne l'utilise plus qu’à des fins pédagogiques, pour expliquer les propriétés du pendule harmonique.

## Description
Ce pendule consiste en un balancier rigide en métal muni de deux pivots, symétriques par rapport au milieu de la barre. On peut faire osciller le balancier autour de l'un ou l'autre pivot. Un contrepoids mobile le long du balancier permet de modifier la position du centre de gravité ; parfois, c'est la position de l’axe de rotation (pivot) qui peut être modifiée : ainsi la période d'oscillation peut être modifiée ad libitum. Pratiquement, on fait d'abord osciller le balancier autour d’un pivot, et on note la période d’oscillation ; puis on retourne le balancier pour le faire osciller autour de l'autre pivot, et on joue sur la position du contrepoids pour retrouver la première valeur de la période : alors la période est égale à la période du pendule harmonique simple de longueur égale à la distance entre les pivots. La formule donnant la période du pendule harmonique simple permet alors d'en déduire l’accélération de la pesanteur avec une bonne précision.

## Principe de la mesure de la gravité au pendule
À l’époque de Kater, on savait mesurer précisément la période T d'un pendule simple grâce aux horloges de précision utilisées par les observatoires. Cette période, rappelons-le, est donnée, pour de petites oscillations, par la relation :
{\displaystyle T=2\pi {\sqrt {\frac {L}{g}}}\qquad \qquad \qquad (1)\,}
où g est l'accélération de la pesanteur et L la longueur du pendule, c'est-à-dire la distance entre le pivot et la masse oscillante. Autrement dit, en mesurant la longueur L et la période T d’un pendule, on peut en déduire la valeur locale de g. L'utilisation de pendules pour mesurer l'intensité de la pesanteur était si commune à l'époque où vivait Kater qu'on la mesurait non par la valeur de l’accélération, g, désormais en usage, mais par la longueur du pendule battant la seconde (c’est-à-dire dont la période d'oscillation complète, aller et retour, est de deux secondes). On voit en effet par l’équation (1) que pour une pendule à balancier, la longueur est simplement proportionnelle à g:
{\displaystyle g=\pi ^{2}L\,}
Aussi bien, c’est l’estimation de la longueur L, qui dans l’équation (1) ci-dessus rend délicate la mesure précise de g. Cette longueur est en quelque manière virtuelle, car elle est définie comme celle d’un pendule simple idéal, qui serait composé d’une masse ponctuelle (donc sans étendue!) retenue par un fil sans masse. Or les pendules réels sont des solides pesants articulés (pendules composés) que l’on fait osciller : à ces systèmes, on ne sut longtemps assigner de « longueur équivalente », jusqu’à ce qu'en 1673, le savant néerlandais Christiaan Huygens définisse le centre d'oscillation, point situé sous le centre de gravité à une distance égale à la longueur cherchée. La position du centre d’oscillation dépend de la distribution des masses dans le pendule : dans le cas de solides matériellement homogènes et de forme géométrique remarquable, il est encore possible de calculer théoriquement la position du centre d’oscillation ; mais les alliages d’alors étaient plutôt hétérogènes et il n’y avait pas de méthode assez précise pour le déterminer empiriquement avec une précision suffisante.
Les premiers savants occupés de mesurer la gravité avec précision : Jean Picard (1669), Charles Marie de la Condamine (1735), et Jean-Charles de Borda (1792) tentèrent de substituer au pendule simple un pendule formé d’une sphère de métal suspendue à un fil fin : avec un fil suffisamment léger, le centre d’oscillation est en effet très proche du centre de gravité de la sphère. Toutefois, la difficulté est double : car d’une part, il est délicat de trouver la distance exacte du centre de la sphère au point d’attache, et d’autre part, l’oscillateur est loin d’être rigide comme l’exigerait la théorie : au cours des oscillations, la sphère acquiert un léger moment angulaire, en sorte que le fil prend un allongement élastique, et L varie au cours d’un cycle.

## Les pendules réversibles
Pourtant, dans son traité Horologium Oscillatorium, Huygens avait aussi établi que l'axe et le centre d’oscillation sont interchangeables, en ce sens que si on retourne un pendule pour faire passer l'axe de suspension par le centre d’oscillation, sa période est inchangée et le nouveau centre d'oscillation se trouve au point par où passait, précédemment, l’axe de rotation. La distance mutuelle entre ces deux points conjugués n'est autre que la longueur du pendule simple de même période.
Dès 1800, Gaspard de Prony vit tout le parti qu'on pouvait tirer de cette propriété, mais son mémoire sur le sujet ne fut publié qu'en 1889. Friedrich von Bohnenberger redécouvrit l'idée en 1811, mais sans toutefois la mettre en pratique,.

### Le pendule de Kater
Enfin en 1816, une commission de la Royal Society ayant proposé de réformer le système de poids et mesures britanniques, la Chambre des Communes chargea un officier du génie, Kater, de déterminer précisément la longueur d'un pendule battant la seconde à Londres. Reprenant à son tour les conclusions de Huygens, le capitaine Kater eut l'idée d'utiliser une barre en métal munie de deux points d'appui mobiles, par lesquels il pourrait la suspendre alternativement : lorsque les deux points d'appui sont ajustés de telle manière que ce pendule batte exactement la seconde, qu'on le suspende par un pivot ou l'autre, la distance entre les deux pivots donne la longueur L cherchée. Kater se servit d'une barre en bronze longue d'environ 2 m, large de 3,80 cm et épaisse de 3 mm, lestée d’une masse (d) à son extrémité. Afin de réduire les frottements d'axe, le pendule était suspendu à l'axe par des pivots triangulaires fixés sur la barre.

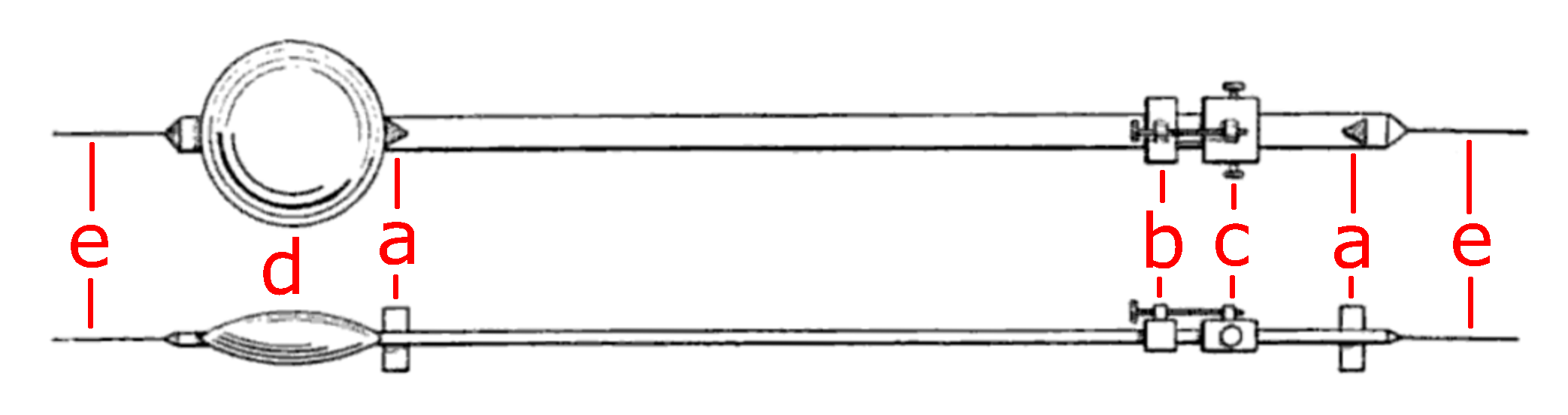
Schéma du pendule réversible de Kater
(a) Couteaux faisant pivot pour la suspension du pendule
(b) contrepoids mobile et vis de réglage fin
(c) contrepoids fixe vissé à la barre
(d) poids
(e) index de lecture de l’amplitude

Kater répéta douze fois sa mesure de la « longueur équivalente » L avec le plus grand soin, en s'appuyant sur le principe du stroboscope : il mesurait le temps au bout duquel le pendule réversible et le pendule de l'horloge de référence coïncident de nouveau. Il put ainsi estimer la précision de ses mesures à 7 milligals.
La précision permise par l'usage de ce nouvel appareil fit accéder la gravimétrie au rang de discipline académique, subordonnée à la géodésie. Pour le reste du XIXe siècle, les géographes se mirent à localiser précisément, par latitude et longitude, les 'stations' où la gravité était mesurée. Le pendule de Kater servit notamment lors du Great Trigonometric Survey, cette campagne de cartographie générale des Indes.
Le pendule réversible demeura pour un siècle la méthode standard de mesure absolue de la gravité, avant d'être détrôné par le pendule inversé de Holweck-Lejay, puis par les gravimètres à chute libre dans les années 1950.

### Le pendule de Repsold-Bessel

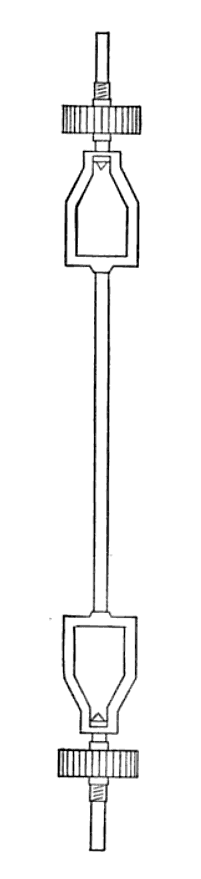
Le pendule de Repsold.

Le pendule réversible dans l'état dans lequel il est utilisé par les géodésiens à la fin du XIXe siècle est en grande partie dû aux travaux de Bessel, car ni Bohnenberger, son inventeur, ni Kater qui l'utilise dès 1818 ne lui apportent les perfectionnements qui résulteront des précieuses indications de Bessel, et qui le convertiront en l'un des plus admirables instruments qu'il sera donné aux scientifiques du XIXe siècle d'employer.
La mesure répétée des deux périodes d'un pendule réversible comme celui de Kater, et la correction du bras de levier jusqu'à parvenir à l'égalité, était longue et source d'erreurs. Friedrich Bessel démontra en 1826 qu'on pouvait se borner à une égalité approximative des deux périodes, T1 et T2, car la période T du pendule simple équivalent peut s’en déduire par la formule :
{\displaystyle T^{2}={\frac {T_{1}^{2}+T_{2}^{2}}{2}}+{\frac {T_{1}^{2}-T_{2}^{2}}{2}}\left({\frac {h_{1}+h_{2}}{h_{1}-h_{2}}}\right)\,\qquad \qquad \qquad (2)}
où {\displaystyle h_{1}\,} et {\displaystyle h_{2}\,} sont les distances respectives des deux pivots au centre de gravité du pendule, de sorte que {\displaystyle h_{1}+h_{2}=L\,}, la distance entre les pivots, peut être mesurée avec une grande précision. Toutefois, il en va bien différemment de la différence {\displaystyle h_{1}-h_{2}\,} : pour la déterminer, on met en équilibre le pendule sur l'un des couteaux et l'on repère la position du centre de gravité, puis on mesure les distances de chaque couteau à ce centre de gravité, et l'on fait simplement la soustraction. En effet, comme {\displaystyle T_{1}^{2}-T_{2}^{2}\,} est beaucoup plus petit que {\displaystyle T_{1}^{2}+T_{2}^{2}\,}, le second terme de l'équation ci-dessus est très inférieur au premier, si bien qu’il n'est pas nécessaire de connaître {\displaystyle h_{1}-h_{2}\,} avec une grande précision.
Cette formule montre en fait qu'il est inutile d'avoir un pendule réglable : une tige munie de deux pivots fixes est bien suffisante. Pour peu que chaque pivot soit assez voisin du centre d'oscillation de son antagoniste, les périodes associées à chaque pivot sont proches ; alors la période T du pendule simple équivalent se calcule par l'équation (2), et l'on en déduit la gravité à partir des valeurs de T et de L par la formule (1).

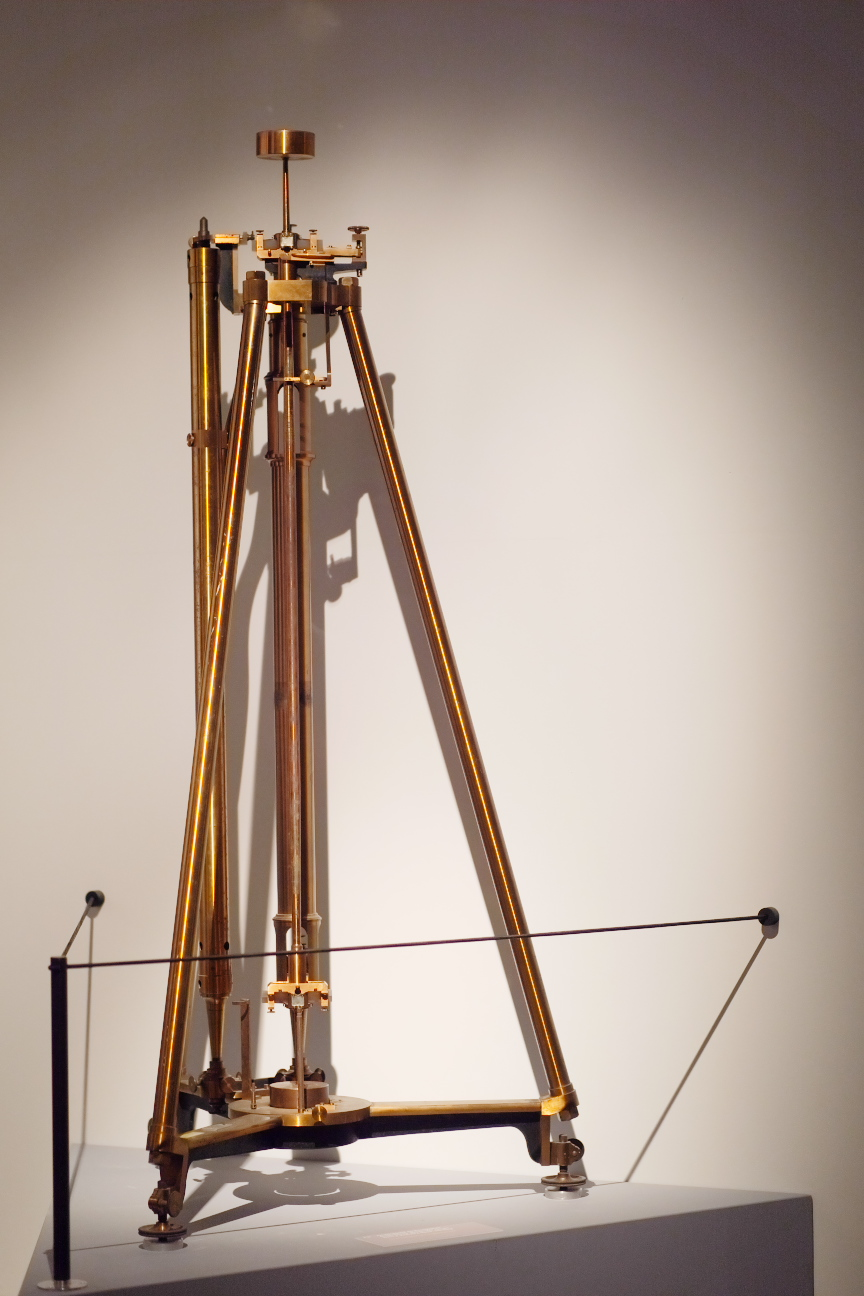
Pendule réversible de Repsold

En outre, Bessel démontra que si le pendule est symétrique, mais alourdi à une de ses extrémités, les effets de la résistance de l'air se compensent. De même, en interchangeant les couteaux, il est possible de compenser l'erreur due au caractère non-ponctuel du point d'appui au niveau des couteaux.
Bessel ne prit pas même la peine de fabriquer un pendule modifié sur ces principes ; mais en 1864 Adolf Repsold, missionné par la Commission géodésique Suisse, s'appuya sur ces remarques pour construire un pendule symétrique long de 56 cm et doté de couteaux d'appui interchangeables, présentant une période d'environ 0,75 seconde. Ce « pendule de Repsold » fut par la suite beaucoup utilisé par les services helvétiques et russes, ainsi que lors de la Campagne cartographique générale des Indes. Le philosophe et logicien Charles Peirce ainsi que Gilbert Étienne Defforges imaginèrent des dispositifs voisins. En France, ce dernier effectue des travaux sur l'intensité absolue de la pesanteur au moyen d'un instrument réalisé en 1880 pour l'Armée française. Les constructeurs, les frères Brunner en présentent un exemplaire lors de l'exposition universelle de 1889,.
La détermination de la gravité par le pendule est soumise à deux types d'erreur. D'une part la résistance de l'air et d'autre part les mouvements que les oscillations du pendule impriment à son plan de suspension. Ces mouvements sont particulièrement importants avec cet appareil, car le pendule a une importante masse afin de contrecarrer l'effet de la viscosité de l'air. Alors que Émile Plantamour effectue une série d'expériences avec cet appareil, Adolphe Hirsch trouve le moyen de mettre en évidence les mouvements du plan de suspension du pendule par un ingénieux procédé d'amplification optique. Isaac-Charles Élisée Cellérier, un mathématicien genevois et Charles Sanders Peirce mettront indépendamment au point une formule de correction qui permettra d'utiliser les observations faites au moyen de ce type de gravimètre,.
En 1880, l'Académie des sciences adopte la détermination de la pesanteur de Charles Sanders Peirce en remplacement de la mesure de Kater :
|            | Longueur du pendule à Paris | Altitude |
| ---------- | --------------------------- | -------- |
| Par Borda  | 993,918 mm                  | 67 m     |
| Par Biot   | 993,913 mm                  | 74 m     |
| Par Peirce | 993,934 mm                  | 74 m     |

En effet, Peirce est chargé dès 1875 de l'étude de la pesanteur par la direction de l'United States Coast Survey, et entreprend de réviser minutieusement les déterminations de la pesanteur au moyen de la longueur du pendule effectuées autrefois dans les divers pays. La précision des mesures atteint une précision de l'ordre du cent-millième, puisque la longueur du pendule est mesurée au centième de millimètre, voire au micromètre près,,.

### Source
- (en) Cet article est partiellement ou en totalité issu de l’article de Wikipédia en anglais intitulé « Kater's pendulum » (voir la liste des auteurs).